# Corneuil
Corneuil – miejscowość i dawna gmina we Francji, w regionie Normandia, w departamencie Eure. W 2013 roku jej populacja wynosiła 559 mieszkańców. 
W dniu 1 stycznia 2016 roku z połączenia trzech ówczesnych gmin – Avrilly, Corneuil oraz Thomer-la-Sôgne – utworzono nową gminę Chambois. Siedzibą gminy została miejscowość Avrilly. 